# Ngựa lùn thể thao Bắc Mỹ
Ngựa lùn thể thao Bắc Mỹ là một giống ngựa tương đối mới ở Hoa Kỳ. Nguồn gốc của giống ngựa này là từ một nhóm giống ngựa khác nhau khác nhau, bởi vì "Ngựa lùn thể thao" không có nguồn gốc từ các dòng máu ngựa cụ thể, mà là một loại hình dạng của giống ngựa, gần giống với loài ngựa máu ấm Hoa Kỳ.
Giống với tên gọi của giống ngựa là ngựa lùn thể thao, chúng thường được sử dụng với vai trò là một giống ngựa dùng để cưỡi có kích thước nhỏ hơn thông thường cho các cuộc thi thể thao, giữa các đối thủ người lớn và thanh niên, từ cưỡi ngựa biểu diễn đến nhảy ngựa với khả năng tham gia thi đấu từ các chương trình địa phương đến cấp độ quốc tế. Sổ đăng ký Sportpony là một bản spin-off từ cơ quan đăng ký ngựa máu ấm Hoa Kỳ, và có mục đích nhằm đáp ứng nhu cầu về một chiếc xe ngựa có tính thể thao và có tính cạnh tranh đối với giống ngựa anh em là ngựa máu ấm Hoa Kỳ, nhưng với kích thước vừa vặn hơn và dễ quản lý hơn đối với những người lái nhỏ hơn.
Theo các tiêu chuẩn về kích thước, ngựa lùn thể thao Bắc Mỹ phải có kích thước nằm trong khoảng từ 13,2 đến 14,2 hand (54 và 58 inch, 137 và 147 cm) Tất cả các màu ngựa đều được chấp nhận. Đầu ngựa phải nhỏ và "vương giả", được gắn liền với một cái cổ dài và rộng. Tay chân phải khô và có đầu gối phẳng. Chuyển động của chúng phải nhịp nhàng và chính xác, với sự thúc đẩy đáng kể từ thân sau ngựa.